# Аркоу (Айдахо)
Аркоу (на английски: Arco, звуков файл и буквени символи за произношение ) е град в окръг Бют, щата Айдахо, САЩ. Аркоу е с население от 1026 жители (2000) и обща площ от 2,3 km². Намира се на 1623 m надморска височина. ЗИП кодът му е 83213, а телефонният му код е 208. Това е първият град в света, където е използвана атомна енергия за битови цели.